# Fernoël
Fernoël ist eine Gemeinde in der Region Auvergne-Rhône-Alpes in Frankreich. Sie gehört zum Département Puy-de-Dôme, zum Arrondissement Riom und zum Kanton Saint-Ours. Sie grenzt im Norden an Basville, im Osten und im Südosten an Giat sowie im Südwesten und im Westen an Flayat.

## Geografie
Fernoël ist die westlichste Gemeinde des Departements Puy-de-Dôme.

## Bevölkerungsentwicklung
| Jahr                       | 1962 | 1968 | 1975 | 1982 | 1990 | 1999 | 2008 | 2012 |
| -------------------------- | ---- | ---- | ---- | ---- | ---- | ---- | ---- | ---- |
| Einwohner                  | 264  | 195  | 147  | 155  | 184  | 140  | 133  | 135  |
| Quellen: Cassini und INSEE |      |      |      |      |      |      |      |      |